# لويز ثيو
لويز ثيو (بالفرنسية: Louise Théo)‏ هي مغنية ومغنية أوبرا فرنسية، ولدت في 1854 في باريس في فرنسا، وتوفي بنفس المكان في 24 يناير 1922.